# Pleocnemia acuminata
Pleocnemia acuminata är en ormbunkeart som beskrevs av Holtt. Pleocnemia acuminata ingår i släktet Pleocnemia och familjen Tectariaceae. Inga underarter finns listade.